# Recopa de Europa de baloncesto 1973-74
La Recopa de Europa de Baloncesto 1973-74 fue la octava edición de esta competición organizada por la FIBA que reunía a los campeones de las ediciones de copa de los países europeos. Tomaron parte 25 equipos, uno menos que en la edición precedente, proclamándose campeón el equipo yugoslavo del Estrella Roja, derrotando en la final al Spartak ZJŠ Brno, en la tercera y última aparición de un equipo de Checoslovaquia en la final de la Recopa.

## Participantes
| Albania             | 1 | 17 Nëntori Tirana      |
| Austria             | 1 | Mounier Wels           |
| Bélgica             | 1 | Royal IV               |
| Bulgaria            | 1 | CSKA Sofia             |
| Checoslovaquia      | 1 | Spartak ZJŠ Brno       |
| Dinamarca           | 1 | Falcon                 |
| Inglaterra          | 1 | Embassy All Stars      |
| Finlandia           | 1 | Helsingin Kisa-Toverit |
| Francia             | 1 | Alsace Bagnolet        |
| Grecia              | 1 | Olympiacos             |
| Hungría             | 1 | Soproni MAFC           |
| Israel              | 1 | Beitar Jerusalem       |
| Italia              | 1 | Saclà Asti             |
| Luxemburgo          | 1 | Spartak Mamer          |
| Marruecos           | 1 | Wydad Casablanca       |
| Polonia             | 1 | Śląsk Wrocław          |
| Portugal            | 1 | Benfica                |
| Rumania             | 1 | Steaua de Bucarest     |
| Escocia             | 1 | Paisley                |
| España              | 1 | Estudiantes Monteverde |
| Suecia              | 1 | Helsingborg            |
| Suiza               | 1 | Pregassona             |
| Turquía             | 1 | TED Ankara Kolejliler  |
| Alemania Occidental | 1 | Gießen 46ers           |
| Yugoslavia          | 1 | Crvena zvezda          |

## Ronda preliminar
| Equipo 1     | Agr.   | Equipo 2 | Ida    | Vuelta |
| ------------ | ------ | -------- | ------ | ------ |
| Gießen 46ers | 201–96 | Falcon   | 112–51 | 89–45  |

## Primera ronda
| Equipo 1               | Agr.    | Equipo 2               | Ida    | Vuelta |
| ---------------------- | ------- | ---------------------- | ------ | ------ |
| Śląsk Wrocław          | 172–176 | Alsace Bagnolet        | 91–84  | 81–92  |
| 17 Nëntori Tirana      | 163–213 | Crvena zvezda          | 93–99  | 70–114 |
| Soproni MAFC           | 123–137 | Olympiacos             | 67–67  | 56–70  |
| Gießen 46ers           | 156–167 | CSKA Sofia             | 75–74  | 81–93  |
| TED Ankara Kolejliler  | 2–0*    | Beitar Jerusalem       | 2-0    |        |
| Saclà Asti             | 206–124 | Pregassona             | 115-47 | 91-77  |
| Mounier Wels           | 201–143 | Wydad Casablanca       | 116-66 | 85-77  |
| Benfica                | 152–168 | Estudiantes Monteverde | 91-75  | 61-93  |
| Royal IV               | 194–163 | Helsingborg            | 106-82 | 88-81  |
| Embassy All Stars      | 160–226 | Spartak ZJŠ Brno       | 84-103 | 76-123 |
| Paisley                | 144–169 | Spartak Mamer          | 51-64  | 93-105 |
| Helsingin Kisa-Toverit | 141–180 | Steaua București       | 78-75  | 63-105 |

*En un principio, el campeón de la copa israelí se emparejó con el campeón turco, pero la FIBA canceló la eliminatoria y le dio la victoria (2-0) al TED Ankara Kolejliler.

## Segunda ronda
| Equipo 1              | Agr.    | Equipo 2               | Ida    | Vuelta |
| --------------------- | ------- | ---------------------- | ------ | ------ |
| Alsace Bagnolet       | 180–194 | Crvena zvezda          | 94–92  | 86–102 |
| Olympiacos            | 136–138 | CSKA Sofia             | 67–59  | 69–79  |
| TED Ankara Kolejliler | 94–168  | Saclà Asti             | 43-79  | 51-89  |
| Mounier Wels          | 154–181 | Estudiantes Monteverde | 89-92  | 65-89  |
| Royal IV              | 177–210 | Spartak ZJŠ Brno       | 94-96  | 83-114 |
| Spartak Mamer         | 154–225 | Steaua București       | 77-108 | 77-117 |

## Cuartos de final
Los cuartos de final se jugaron con un sistema de todos contra todos, en el cual cada enfrentamiento a doble vuelta contaba como un único partido.
|  | Clasificados para semifinales |

|    | Equipo        | PJ | Pts | G | P | PF  | PC  | Dif. |
| -- | ------------- | -- | --- | - | - | --- | --- | ---- |
| 1. | Crvena zvezda | 2  | 4   | 2 | 0 | 342 | 333 | +9   |
| 2. | Saclà Asti    | 2  | 3   | 1 | 1 | 331 | 315 | +16  |
| 3. | CSKA Sofia    | 2  | 2   | 0 | 2 | 294 | 319 | -25  |

|    | Equipo                 | PJ | Pts | G | P | PF  | PC  | Dif. |
| -- | ---------------------- | -- | --- | - | - | --- | --- | ---- |
| 1. | Spartak ZJŠ Brno       | 2  | 3   | 1 | 1 | 349 | 330 | +19  |
| 2. | Estudiantes Monteverde | 2  | 3   | 1 | 1 | 313 | 323 | -10  |
| 3. | Steaua de Bucarest     | 2  | 3   | 1 | 1 | 297 | 306 | -9   |

## Semifinales
| Equipo 1               | Agr.    | Equipo 2         | Ida   | Vuelta |
| ---------------------- | ------- | ---------------- | ----- | ------ |
| Estudiantes Monteverde | 159–183 | Crvena zvezda    | 74-79 | 85-104 |
| Saclà Asti             | 157–158 | Spartak ZJŠ Brno | 86–70 | 71–88  |

## Final
2 de abril, Palasport "Primo Carnera", Udine
| Equipo 1      | Resultado | Equipo 2         |
| ------------- | --------- | ---------------- |
| Crvena zvezda | 86–75     | Spartak ZJŠ Brno |

| 2 de abril de 1974 | Crvena zvezda                   | 86–75       | Spartak ZJŠ Brno              |                                                                                               |  |
|                    | Parciales: 45-36, 41-39         |             |                               |                                                                                               |  |
|                    | Estadísticas Dragan Kapičić, 23 | Reporte Pts | Estadísticas Jan Bobrovský 20 | Pabellón: Palasport "Primo Carnera", Udine Árbitros: Willy Bestgen (FRG), Aldo Albanesi (ITA) |  |

| Campeón de la Recopa de Europa 1973–74 |
| -------------------------------------- |
| Crvena zvezda 1.er título              |